# Mount Ballard
Mount Ballard är ett berg i Antarktis. Det ligger i Västantarktis. Argentina, Chile och Storbritannien gör anspråk på området. Toppen på Mount Ballard är 1 285 meter över havet.
Terrängen runt Mount Ballard är lite kuperad. Trakten är obefolkad. Det finns inga samhällen i närheten.